# Perenniporia mundula
Perenniporia mundula är en svampart som först beskrevs av Elsie Maud Wakefield, och fick sitt nu gällande namn av Leif Ryvarden 1972. Perenniporia mundula ingår i släktet Perenniporia och familjen Polyporaceae.   Inga underarter finns listade i Catalogue of Life.